# 평온을 비는 기도
평온을 비는 기도(Serenity Prayer)는 신학자인 라인홀트 니버(Karl Paul Reinhold Niebuhr)가 쓴 기도문이다. 본래는 제목이 없었지만 나중에 지금의 제목이 붙여졌다. 미국의 금주협회(Alcoholics Anonymous, 약칭 AA)나 12단계 프로그램 (twelve-step program) 같은 곳에서 채택하고 있다. 이전까지는 니버의 저작설에 대해 이견이 없었지만, 예일 인용집(Yale Book of Quotation)의 저자 프레드 R. 샤피로(Fred R. Shapiro)가 2008년 니버의 저작을 의심할만한 주장을 내놓았다. 그에 따른다면 늦어도 1936년에 이미 그 기도문이 존재하였다.

## 역사

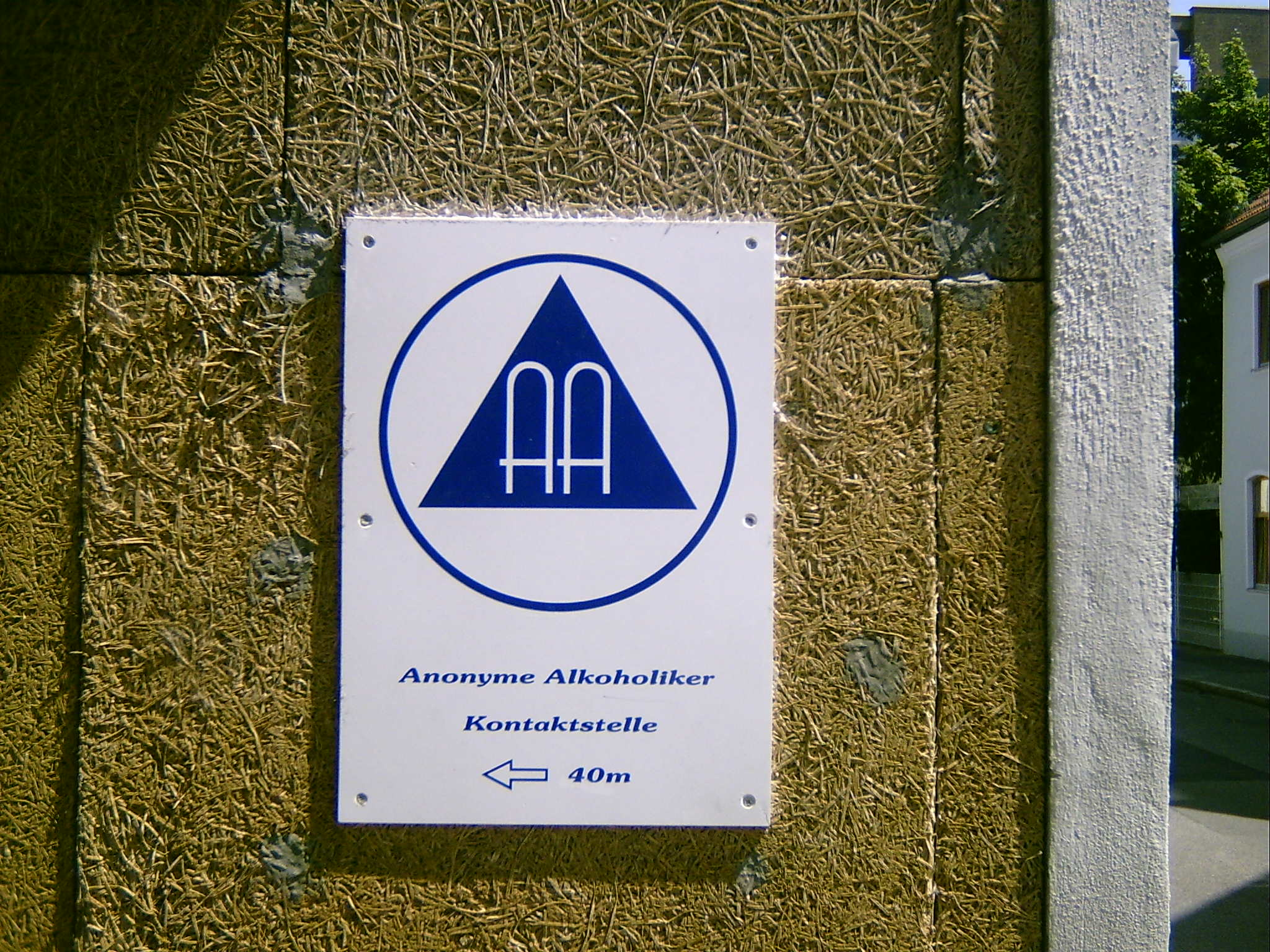
AA 로고

일반적으로 알려진 바에 따르면, 니버는 1934년경 설교에 쓰려고 기도문을 작성하였다. 1950년 1월 《포도나무》(Grapevine, 금주협회 잡지)는 "수 년 또는 수 세기에 걸쳐서 전해졌다는 말도 있지만, 진실하게 말씀드려서 제가 직접 썼습니다."라는 그의 말을 인용하였다.
니버의 책 (The Essential Reinhold Niebuhr: Selected Essays and Address)과 그의 딸(엘리자베스 시프턴, Elisabeth Sifton)의 책 (The Serenity Prayer: Faith and Politics in Times of Peace and War)에 있는 기도문은 다음과 같다.
God, give us grace to accept with serenity the things that cannot be changed, courage to change the things that should be changed, and the wisdom to distinguish the one from the other.
(주여, 우리에게 우리가 바꿀 수 없는 것을 평온하게 받아들이는 은혜와 바꿔야 할 것을 바꿀 수 있는 용기, 그리고 이 둘을 분별하는 지혜를 허락하소서.)
그의 회고에 따르면 연방의회교회(the Federal Council of Churches)와 그리고 좀 더 뒤에 미국 군부대(the United States armed forces)들에 전파되었다고 한다. 기도문은 단 하나의 문장으로 된 형태였다. 1942년 7월 12일 뉴욕타임스 북 리뷰의 Q&A 칼럼에 기도문의 저자를 찾는다는 질문이 실렸고, 1942년 8월 2일자 동일한 지면에 답변으로 저자인 니버와 (출처는 밝히지 않았지만) 다음과 같은 기도문이 소개되었다.
O God and Heavenly Father,
Grant to us the serenity of mind to accept that which cannot be changed; the courage to change that which can be changed, and the wisdom to know the one from the other, through Jesus Christ our Lord, Amen.
대중적으로 널리 알려진 계기는 AA에서 (약간 변형한) 기도문을 채택하면서부터이다. AA는 초기부터 니버를 저자로 소개하였으며, 그 웹사이트에서도 동일한 내용을 확인할 수 있다. 1944년 발행된 연방의회 교회의 군 채플을 위한 책에 그의 이름과 기도문이 소개되어 있긴 하지만 정작 그 자신은 1951년에 비로소 자신이 발행하던 잡지에 기도문을 실었다. 그러나 엘리자베스 시프턴은 부친이 최초로 기도문을 발표한 시기를 1943년으로 기억하며, 부인은 출판되지 않은 비망록에서 1941 또는 1942년경이라고 (비록 전파되지는 않았다고 해도 기도의 형태로 1934년부터 이미 사용되었다고 주장) 밝혔다. 〈예일 인용서〉 편집자 샤피로는 1936년 경에 이미 사용되고 있었으며, 저작자가 니버라는 사실은 1942년부터 알려졌다는 것이다. 샤피로는 니버가 작자미상의 기도문을 개인적으로 또는 출판되지 않은 형태의 저작에 사용했다고 주장하였다.

## 적용 또는 변형
1939년경 금주협회의 초기멤버들 특히 협회의 공동설립자이자 직원이었던 빌 W (Bill W, 정식이름은 William Griffith Wilson)가 기도문에 관심을 보였다. 복사하여 다른 사람에게 나눠주었고 그 후로는 Alcoholics Anonymous의 일부가 되었다. 뿐만 아니라 Narcotics Anonymous(마약을 끊으려는 사람들의 모임)이나 다른 12단계 프로그램들에 사용되기에 이르렀다. 위에 기재한 니버의 원문을 약간 고친 버전을 쓰고 있는데 여기에는 원문의 'grace' 가 빠졌고 약간 축약시켰으며, 좀 더 운율을 맞췄다.
God grant me the serenity to accept the things I cannot change,
courage to change the things I can,
and the wisdom to know the difference.
더 확장된 버전도 있다. 저자는 알려지지 않았지만 니버가 아닌 것은 확실하다. 니버는 일관되게 오리지널 버전만을 썼다.
God grant me the serenity
To accept the things I cannot change;
Courage to change the things I can;
And wisdom to know the difference.
Living one day at a time;
Enjoying one moment at a time;
Accepting hardships as the pathway to peace;
Taking, as He did, this sinful world
As it is, not as I would have it;
Trusting that He will make all things right
If I surrender to His Will;
So that I may be reasonably happy in this life
And supremely happy with Him
Forever and ever in the next.

## 같이 보기
- 라인홀트 니버